# Viena
Viena (em alemão: Wien [viːn] (escutarⓘ)) é a capital da Áustria e um dos nove estados austríacos. Com mais de 1,8 milhão de habitantes, de acordo com dados da Eurostat em 2013, é a cidade mais populosa da Áustria contando, ainda, com 2,6 milhões de habitantes em sua região metropolitana - o que equivale a cerca de um quarto da população total do país. Viena é, ainda, a sétima maior cidade da União Europeia e a segunda maior cidade de língua alemã no mundo, depois de Berlim. A cidade é basicamente uma das muitas comunidades da Áustria, mas também é uma cidade legal na classificação de um distrito político e, desde 29 de dezembro de 1921, a "lei da separação" constitucional classifica-a como um estado, sua posição original mantida até hoje.
É sede de várias organizações internacionais, como a Organização dos Países Exportadores de Petróleo (OPEP) e a Organização para a Segurança e Cooperação na Europa (OSCE). O Centro Internacional de Viena (UNRISD) abriga uma das quatro sedes das Organização das Nações Unidas (ONU). A Agência Internacional de Energia Atómica (AIEA) também está sediada na cidade, no mesmo complexo de edifícios do Centro Internacional de Viena. Devido à sua importância política internacional, Viena está entre as cidades globais no mundo.
Viena foi durante séculos a capital imperial da Casa de Habsburgo e, assim como a capital do Sacro Império Romano-Germânico, serviu também como capital do Império Austríaco, além de ter sido uma das duas principais cidades da Áustria-Hungria, como um centro cultural e político da Europa. Chegou a ser a quinta maior cidade do mundo, depois de Londres, Nova Iorque, Paris e Chicago, atingindo mais de dois milhões de habitantes por volta de 1910. Após o fim da Primeira Guerra Mundial, a cidade perdeu, no entanto, cerca de um quarto de sua população.
O Centro histórico de Viena, que é caracterizado como o local de reinado dos Habsburgos, bem como o Palácio de Schönbrunn, são reconhecidos pela Organização das Nações Unidas para a Educação, a Ciência e a Cultura (UNESCO) como Patrimônio da Humanidade. A Catedral de Santo Estêvão, ao lado da Riesenrad e outras atrações, são reconhecidas como um dos edifícios mais altos da cidade e do centro da igreja metropolitana. Viena é uma cidade com uma elevada qualidade de vida. No estudo internacional do Mercer, de 2015, a qualidade de vida foi comparada com base em 39 critérios, tais como fatores políticos, econômicos, sociais e ambientais, em 230 cidades em todo o mundo. Viena ocupou o primeiro lugar pela sétima vez consecutiva. Também está colocada como uma das cidades mais ricas do mundo. Atrai mais de 12 milhões de turistas por ano.

## História

### Pré-história, Período Romano e Idade Média

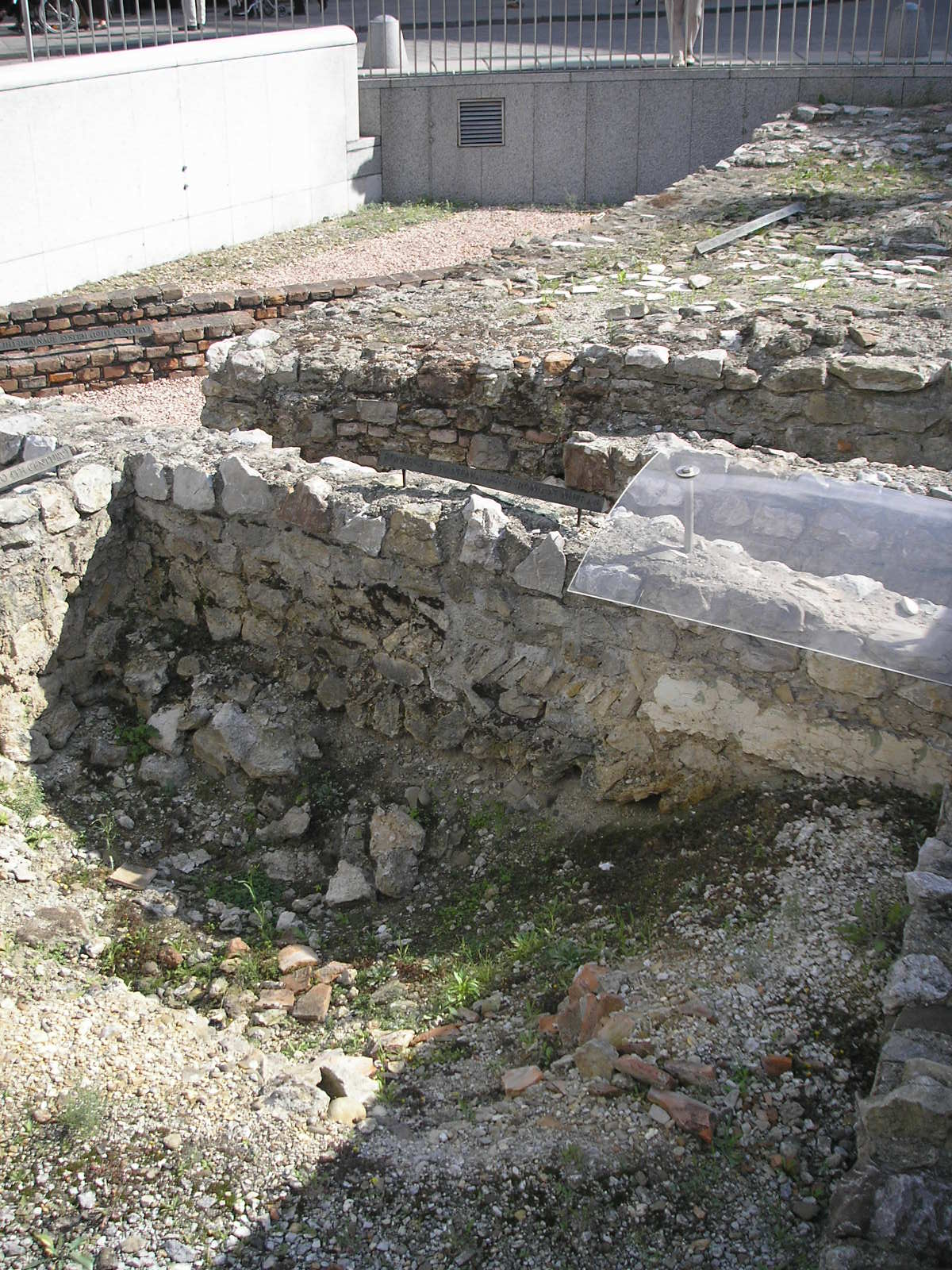
Ruínas da Roma Antiga na Michaelerplatz

Evidências arqueológicas mostram que já no Paleolítico, pessoas habitavam constantemente a região de Viena e, a partir do período neolítico, a Bacia de Viena foi habitada continuamente. A partir da Idade do Bronze, houve na região várias cremações, mas também traços de liquidação. Um assentamento celta chamado Vedúnia ("córrego da floresta") também é um dos conhecimentos históricos que se tem sobre a área. A presença humana na atual Viena parece ter sido de origem celta (ca. 500 a.C.).[carece de fontes?]
No século I, os romanos ocuparam a região onde hoje está o centro da cidade de Viena (na época chamada de Vindobona), perto do rio Danúbio, onde um acampamento militar (castro) conectava os civis com a cidade, para proteger a fronteira da província de Panônia. Ainda hoje é possível ver nas ruas do primeiro distrito (Innere Stadt) o curso do Muro e as ruas do acampamento. Os romanos permaneceram até o século V na região. O acampamento legionário romano ficava bem a leste do Império Romano do Ocidente e, portanto, era parte da área explorada pelas migrações bárbaras.[carece de fontes?]
No período medieval, Viena estava quase limitada ao Berghof, onde se realizava a viticultura. A primeira menção na Idade Média foi feita em 881, nos anais Salzburgo, onde apud Weniam realizou uma batalha contra os magiares, embora não esteja claro se foi na cidade ou na Bacia de Viena. Com a vitória do rei franco Otão I ao longo dos magiares, em 955 na Batalha de Lechfeld, o desenvolvimento de Viena, bem como da Áustria, se iniciou.[carece de fontes?]
No ano de 976, o marquês de Babemberga utilizou-se da Marca Oriental para instituir o território austríaco, na fronteira com a Hungria. No século XI, Viena já era um importante centro comercial, e em 1155 o rei Henrique II fez da cidade a sua capital social. Apenas um ano depois, a Áustria tornou-se o Privilegium Minus ao Ducado de Viena e, assim, a residência do Duque.[carece de fontes?]
Após a conclusão da Terceira Cruzada, o rei inglês Ricardo I, em seu retorno à Inglaterra por volta de 1192, foi capturado e preso perto de Viena (agora no 3º distrito), em Dürnstein. Com o resgate exuberante do rei inglês, este passou a financiar a primeira grande expansão da cidade. Em 1221, Viena era tida como a segunda cidade do Ducado da Áustria Enns (1212), a cidade e os direitos básicos conferidos. Os comerciantes que passaram por Viena colocavam os seus bens para venda na cidade, permitindo que Viena tivesse relações comerciais extensas, especialmente ao longo do rio Danúbio e de Veneza, o que fez com que ela passasse a ser considerada uma das cidades mais importantes da área do Império.[carece de fontes?]
No século XIII, Viena esteve sob a ameaça do Império Mongol, que se estendeu por grande parte da Rússia e China atuais. No entanto, devido à morte de seu líder, Oguedai Cã, os exércitos mongóis recuaram da fronteira europeia e não retornaram. Durante a Idade Média, Viena foi a sede da Casa de Babemberga, e em 1440 tornou-se a cidade de residência da Dinastia Habsburgo. A cidade viria a se tornar a capital do Sacro Império Romano e um centro cultural de artes e ciência, música e gastronomia. Foi ocupada pela Hungria, entre 1485-1490. Nos séculos XVI e XVII, o exércitos otomanos foram barrados duas vezes fora de Viena (ver Cerco de Viena de 1529 e Batalha de Viena, de 1683). Em 1679, a peste bubônica atingiu a cidade, matando cerca de um terço de sua população.

### Casa de Habsburgo
Com a vitória de Rodolfo I, em 1278, Otacar II da Boêmia começou o domínio dos Habsburgos na Áustria. Entre os luxemburgueses, Praga era a capital imperial, e Viena ficava sob à sua sombra. Os primeiros Habsburgos tentaram fazer com que Viena acompanhasse o ritmo de crescimento de Praga.[carece de fontes?]

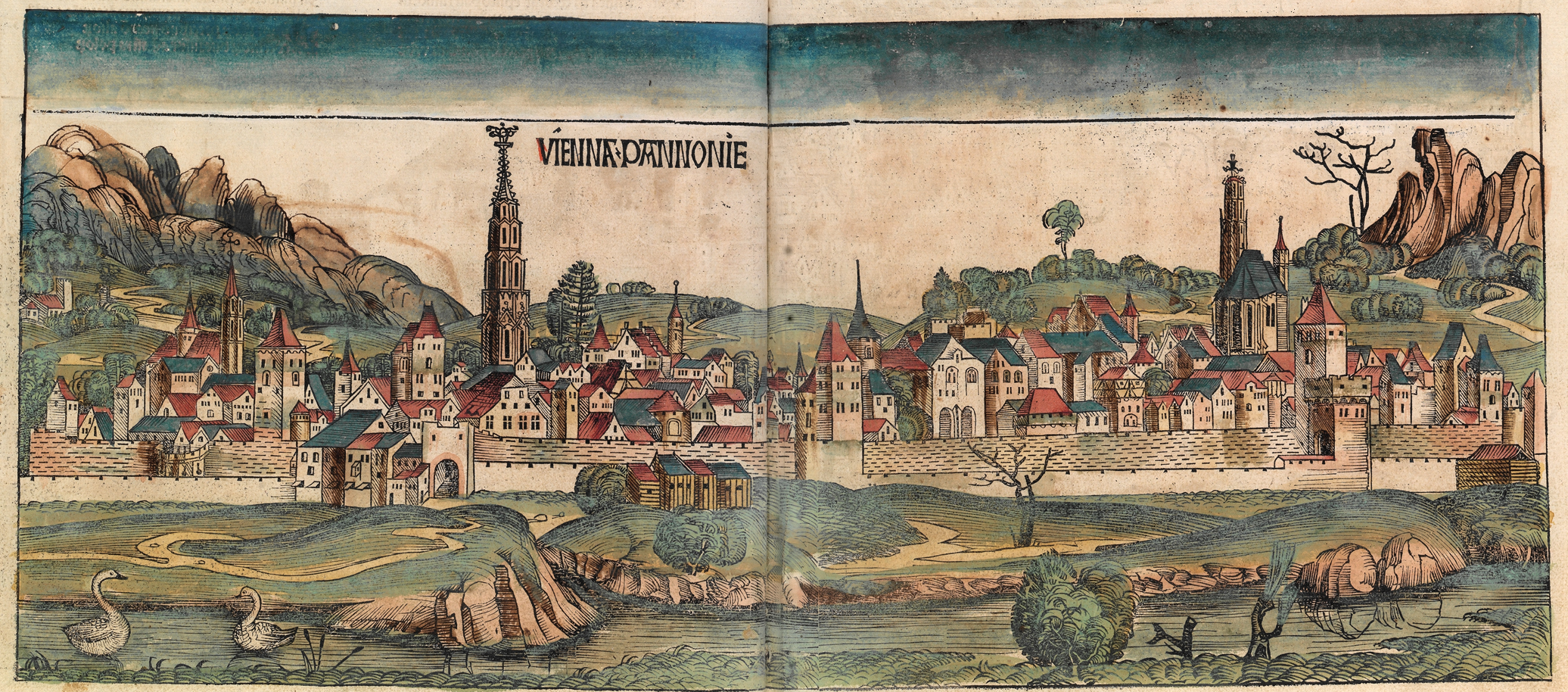
Viena em 1493 nas Crônica de Nuremberg

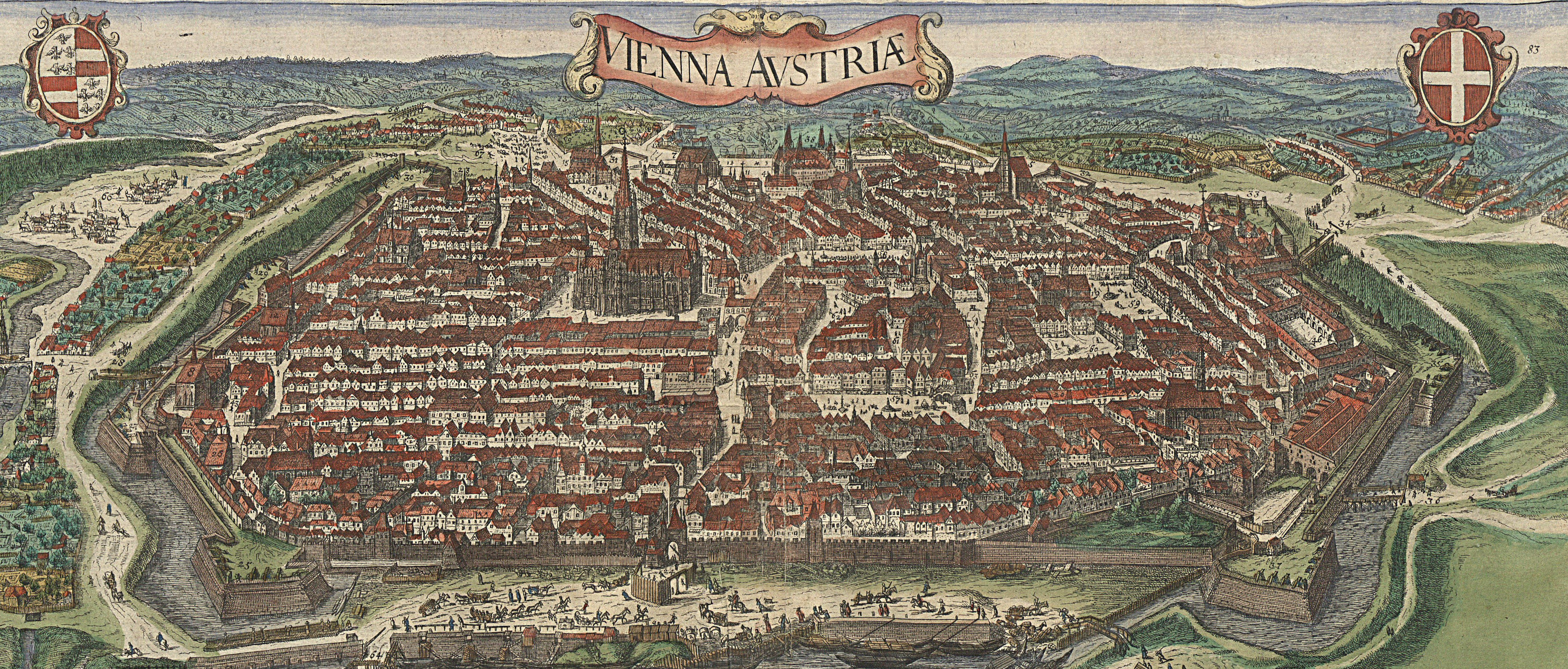
Viena em 1548

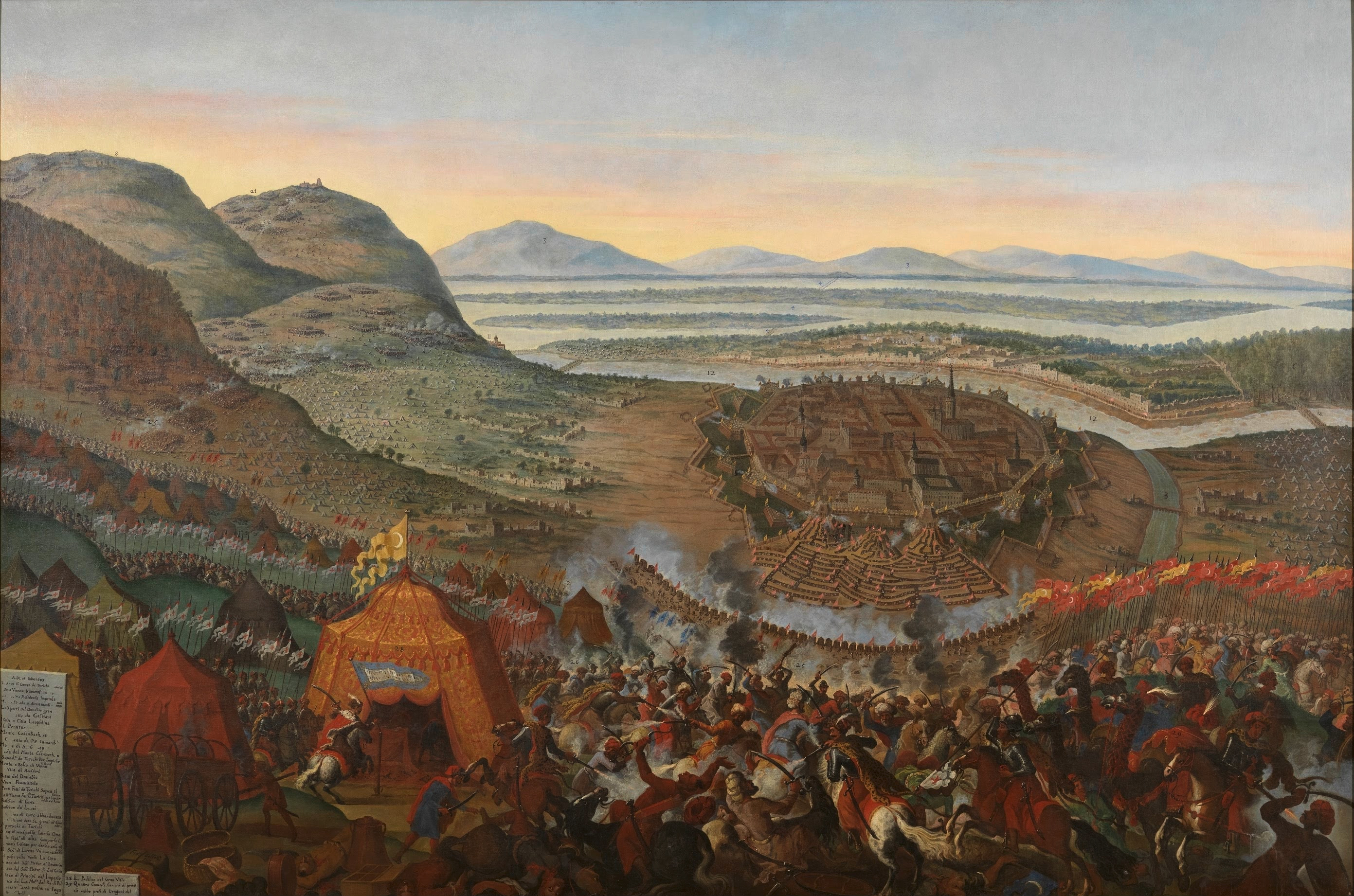
Batalha de Viena contra os otomanos em 1683

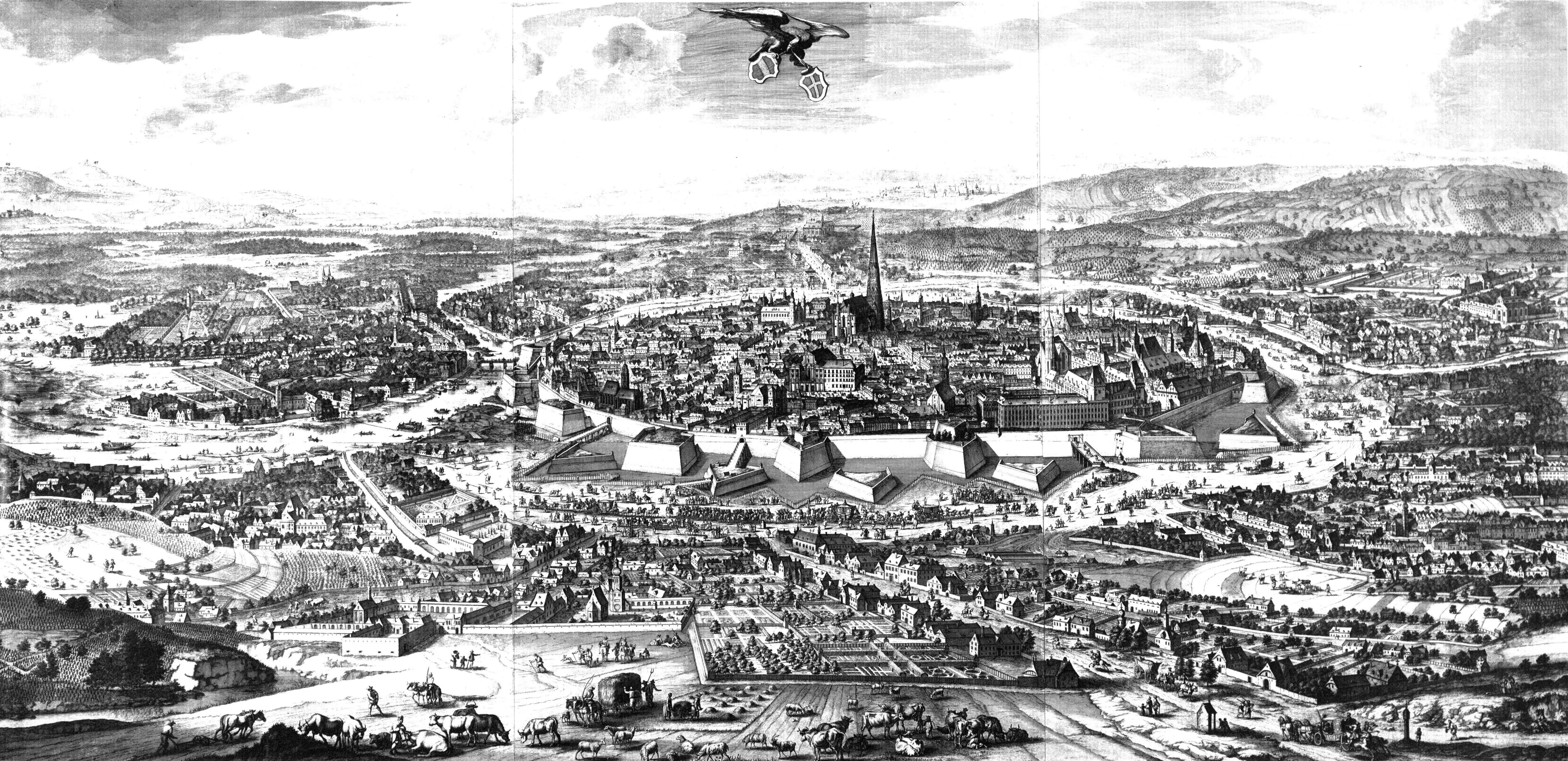
Viena em 1686

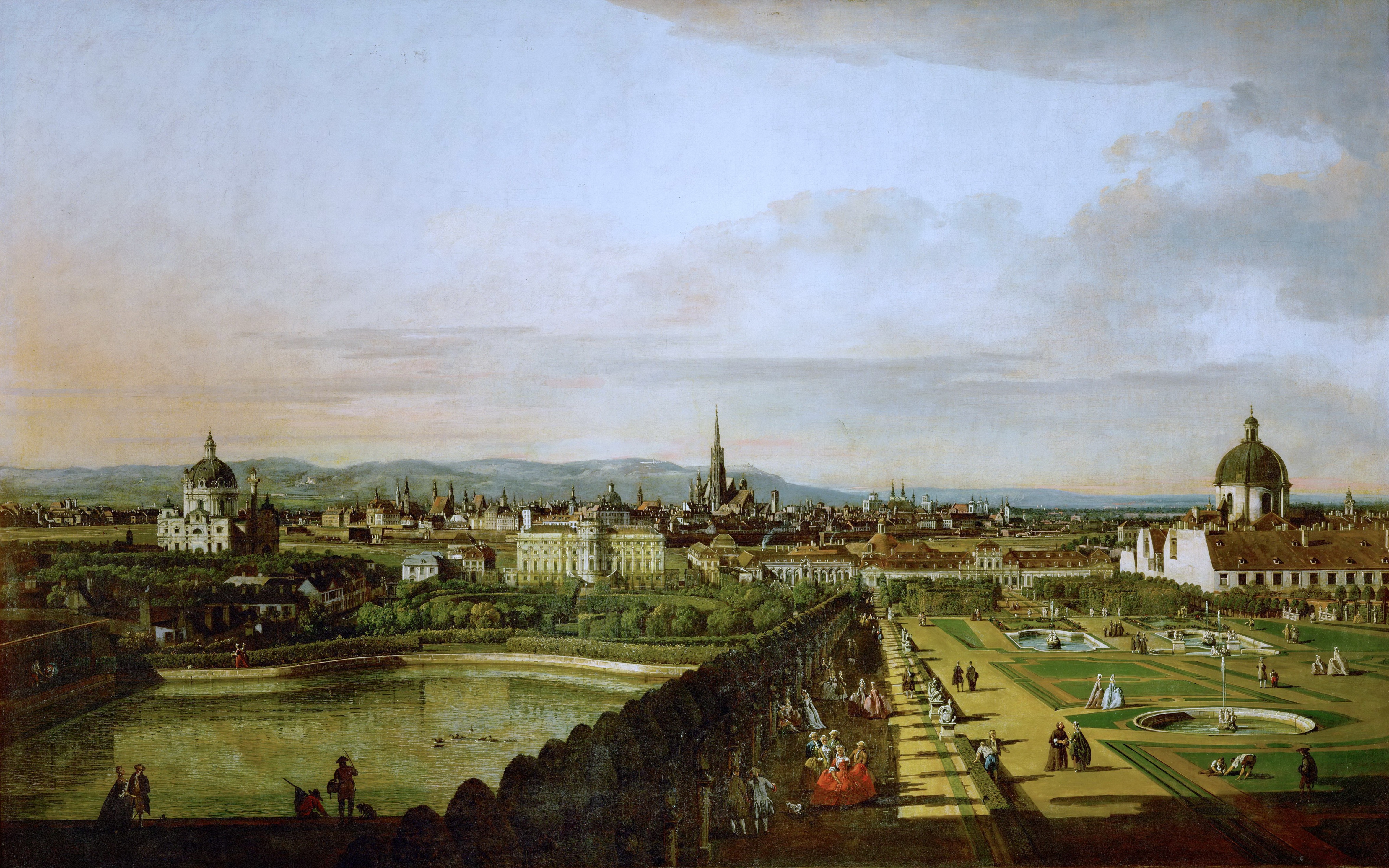
Viena em 1758, por Bernardo Bellotto

Grandes conquistas foram obtidas por Rodolfo IV, que levantou a sua riqueza através de uma política econômica prudente. Duas decisões lhe renderam o apelido de "fundador": a fundação da Universidade de Viena em 1365 (seguindo o modelo adotado em Praga) e a construção da nave gótica de St. Stephen. Entretanto, as intensas disputas de herança sob os Habsburgos trouxeram não só muitos problemas, mas também um declínio econômico.[carece de fontes?]
Em 1438, após a eleição do Duque Alberto II da Germânia, Viena passou a ser a residência do Rei dos Romanos do Sacro Império Romano, mesma época na qual os judeus vienenses foram expulsos ou mortos nos anos de 1421 a 1422. Em 1469, a cidade emergente tornou-se a sede do bispo e, assim, ganhou a Catedral de Santo Estêvão. Na era de Frederico III, Viena não pode garantir a paz contra seus adversários, principalmente as gangues de mercenários. Finalmente, em 1556, Viena era finalmente o assento do imperador, depois que a Hungria e a Boêmia foram adicionadas aos domínios dos Habsburgos.[carece de fontes?]
A partir de 1551, os ensinos de Martinho Lutero levaram a uma grande adesão ao protestantismo. No entanto, o rei Fernando I ajudou a promover a recatolicização da cidade, trazendo os jesuítas à Viena e adquirindo grande influência entre as pessoas. Os jesuítas fundaram uma faculdade, a Universidade de Viena foi transferida para eles, e eles praticaram a censura de livros vindos de fora, trazendo a cidade para o ponto de partida da Contrarreforma no Sacro Império Romano, cujo principal representante foi Melchior Khlesl, bispo de Viena por volta de 1600. A guerra religiosa levou a brutal desapropriação e expulsão de protestantes que viviam tanto em Viena quanto na Áustria.[carece de fontes?]

### Ataques do Império Otomano
Em 1529, em Viena, pela primeira vez, foi sitiada pelos turco-otomanos, sem sucesso. A fronteira entre os Habsburgos, o Império Otomano e parte da Hungria foi de quase duzentos anos, apenas cerca de 150 quilômetros a leste da cidade, o que deixou seu desenvolvimento bastante restrito. No entanto, Viena possuía modernas fortificações.[carece de fontes?]
Estas fortificações - que compunham a maior parte do trabalho de construção até o século XVII - protegeram a cidade por dois meses, até que o exército turco, por causa da chegada do rei polonês João III, que aliviou o cerco do exército turco em Viena. Este foi o início da insistência final do Império Otomano na Europa Central.[carece de fontes?]

### Apogeu do barroco e classicismo
Como resultado, começou um boom na área da construção, e a cidade floresceu. No decurso da reconstrução de Viena, a influência foi em grande parte barroca (gloriosa Viena). Muitos palácios foram construídos já usando desta influência. Alguns dos arquitetos notáveis desta época foram Johann Bernhard Fischer von Erlach e Johann Lukas von Hildebrandt, sendo que o primeiro foi o mais influente do período. O boom de construção também espalhou-se para fora da cidade. Desde 1704, os subúrbios tinham o seu próprio modelo de construção, com um amplo sistema de montagem interna.[carece de fontes?]
Após os cortes financeiros, feitos devido a grandes epidemias de peste em 1679 e 1713, a população cresceu de forma constante. Naquela época, as primeiras fábricas foram estabelecidas, a primeira delas no Leopoldstadt. Desenvolveu-se um sistema de esgoto e limpeza urbana, além das condições sanitárias, que foram melhoradas. Viena logo tornou-se um importante centro cultural europeu, que culminou na música do período clássico vienense (Haydn, Mozart, Beethoven, Schubert).[carece de fontes?]

### Cidade imperial e Primeira Guerra Mundial

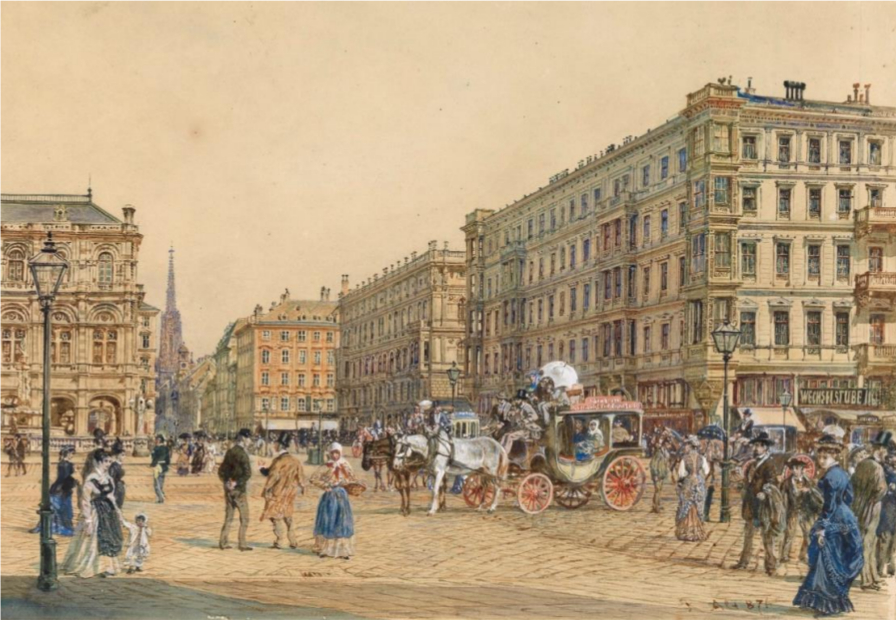
Viena por volta de 1870

No período das Guerras Napoleônicas, Viena foi por duas vezes, em 1805 e 1809, ocupada pelas tropas de Napoleão Bonaparte. Em 1804, foi feita a capital de um novo estado - o Império da Áustria. Em 1806, o Sacro Império Romano foi extinto, e Viena tornou-se sede do proclamado Império Austríaco. Depois de derrotar Napoleão, a cidade foi tomada e, entre 1814 e 1815, o Congresso de Viena restabeleceu-se, ordenando a situação política na Europa.[carece de fontes?]

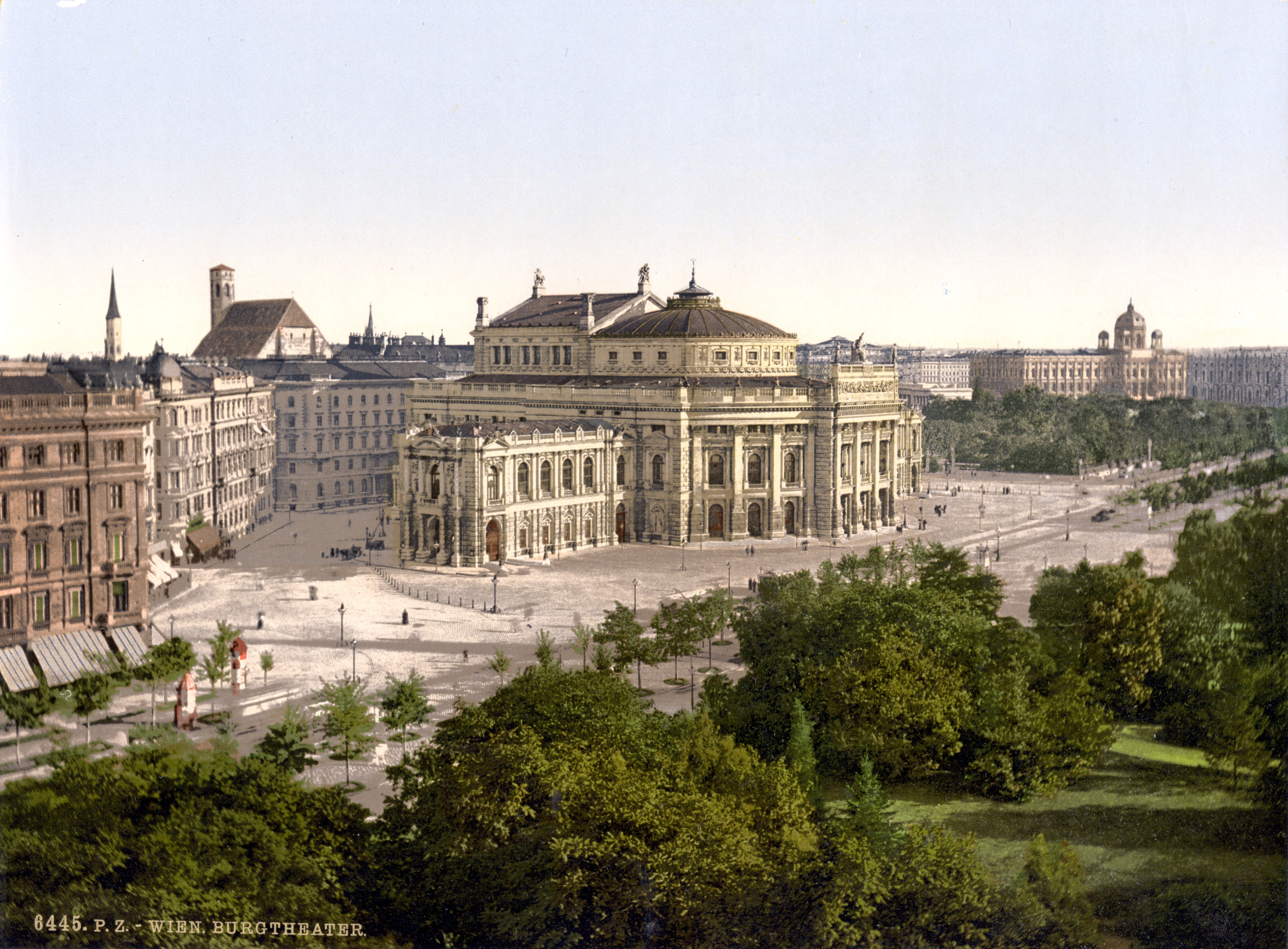
Viena em 1900

A Revolução Francesa teve um impacto em Viena. Em 13 de março de 1848, a revolução obrigou o chanceler Klemens Wenzel von Metternich a renunciar em 6 de outubro, estourando, em seguida, a Insurreição de Viena de outubro de 1848. Os militares do império acabaram por sair vitoriosos contra os democratas: Os cidadãos de Frankfurt, liderados pelo democrata Robert Blum, retiraram-se, e Blum foi executado. Em 1850, começou a primeira fase de expansão da cidade pelos "subúrbios". Assim, a localização nas ilhas Danúbio e o Leopoldstadt foram incorporados. A partir de 1858, as muralhas da cidade foram derrubadas, e em seu lugar o anel viário foi construído, alinhado com edifícios monumentais. A partir do estilo anel viário (historicismo) Viena é arquitetonicamente influenciada decisivamente. Desta vez, culminou na Exposição Mundial de 1873, com recebidas durante o acidente de exposição do mercado de ações, uma das primeiras iniciativas da área na cidade.[carece de fontes?]
Depois da grande enchente de 1830, foi realizada uma regulação do rio Danúbio, entre 1868 e 1875. Os muitos ramos ramificados do Danúbio foram escavados, criando-se um fluxo principal perfeitamente em linha reta de distância da cidade. O braço que levou ao interior da cidade foi deixado em uma forma modificada, regulado, ele leva o nome do Canal do Danúbio.[carece de fontes?]
Com o início da industrialização em Viena, a cidade experimentou um enorme crescimento da população. Os habitantes atingiram 1,87 milhão no fim do século XIX, e 2 milhões de habitantes em 1910. A aldeia dominada "Old Vienna" foi substituída por um plano de desenvolvimento urbano de 4 a 6 andares de edifícios residenciais e comerciais. Isto foi acompanhado por grandes convulsões sociais. Com o surgimento de uma grande classe trabalhadora - e da pobreza em grandes partes da população - reforçou-se a social-democracia. A grande classe baixa muitas vezes compartilhava apartamentos pequenos. Imigrantes de todas as partes da monarquia austro-húngara, em particular os tchecos, fizeram de Viena uma cidade cosmopolita.[carece de fontes?]
O prefeito mais conhecido da era imperial é Karl Lueger, um socialista cristão, que ocupou o cargo entre 1897 e 1910. Lueger promoveu a reforma municipal abrangente, tendo ficado conhecido por fanáticos do anti-semitismo. Esta forma de vida política da época foi dirigido especialmente contra os " judeus orientais" da Galiza, bem como contra a burguesia vienense. Naquela época, a cidade experimentou um modernismo em sua área de destaque cultural. Viena tornou-se um centro de art nouveau. Na música, originou-se a Segunda Escola Vienense de Arnold Schoenberg. Na literatura, Jung-Wien promovia a transição para a modernidade. Em meio a essa atmosfera cultural fértil, surge a psicanálise fundada, de Sigmund Freud.[carece de fontes?]
A Primeira Guerra Mundial não levou ameaça imediata à Viena, mas com o aumento da duração da guerra e uma crise poder devastador que se expressava, a cidade passou a sofrer os efeitos do conflito. Um dos maiores problemas enfrentados foi a fome generalizada. O fim da "Grande Guerra" resultou também no fim da Áustria-Hungria. Em 30 de Outubro de 1918, o novo governo era chamado de Áustria (a partir de outubro 1919, chamado de República da Áustria). Em 11 de novembro de 1918, o Imperador Carlos I renunciou e deixou no mesmo dia o Palácio de Schönbrunn e, portanto, saiu de Viena. Em 12 de novembro de 1918, a Assembleia Nacional Provisória proclamou o Parlamento da República, sediado em Viena.[carece de fontes?]

## Geografia

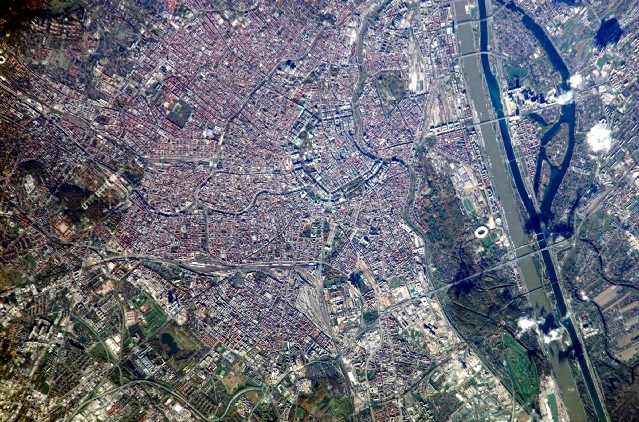
Imagem de satélite de Viena

Viena está localizada no nordeste da Áustria, na extensão leste dos Alpes, na Bacia de Viena. O início do povoamento, na localidade do interior da cidade de hoje, foi ao sul do Danúbio sinuoso, enquanto a cidade agora abrange ambos os lados do rio. A elevação varia de 151–524 m (495 a 1.719 pés).
As áreas maiores e mais importantes protegidas são o Parque Nacional Donauauen e a Reserva da Biosfera da Mata Viena, localizadas a leste e oeste da cidade, respectivamente. Há, ainda, um número maior de áreas protegidas.

### Clima
Viena tem um clima continental úmido, segundo a classificação de Köppen. A cidade tem verões quentes com temperaturas médias elevadas, de 22 a 26 °C (72-79 °F), com máximas superiores a 30 °C (86 °F) e mínima em torno de 15 °C (59 °F). Os invernos são relativamente frios, com temperaturas médias em torno do ponto de congelamento, e queda de neve que ocorre principalmente entre dezembro e março. A Primavera e o Outono são suaves. A precipitação é geralmente moderada ao longo do ano, com média de 620 milímetros (24,4 polegadas) anualmente.
| Dados climatológicos para Viena                          | Dados climatológicos para Viena | Dados climatológicos para Viena | Dados climatológicos para Viena | Dados climatológicos para Viena | Dados climatológicos para Viena | Dados climatológicos para Viena | Dados climatológicos para Viena | Dados climatológicos para Viena | Dados climatológicos para Viena | Dados climatológicos para Viena | Dados climatológicos para Viena | Dados climatológicos para Viena | Dados climatológicos para Viena |
| Mês                                                      | Jan                             | Fev                             | Mar                             | Abr                             | Mai                             | Jun                             | Jul                             | Ago                             | Set                             | Out                             | Nov                             | Dez                             | Ano                             |
| -------------------------------------------------------- | ------------------------------- | ------------------------------- | ------------------------------- | ------------------------------- | ------------------------------- | ------------------------------- | ------------------------------- | ------------------------------- | ------------------------------- | ------------------------------- | ------------------------------- | ------------------------------- | ------------------------------- |
| Temperatura máxima recorde (°C)                          | 16,7                            | 19,1                            | 25,5                            | 27,8                            | 30,7                            | 35,9                            | 36                              | 37                              | 31,1                            | 26,4                            | 20,8                            | 16,1                            | 37                              |
| Temperatura máxima média (°C)                            | 2,9                             | 5,1                             | 10,3                            | 15,2                            | 20,5                            | 23,4                            | 25,6                            | 25,4                            | 20,3                            | 14,2                            | 7,5                             | 4                               | 14,5                            |
| Temperatura média (°C)                                   | 0,1                             | 1,6                             | 5,7                             | 10                              | 15,2                            | 18,2                            | 20,2                            | 19,8                            | 15,3                            | 9,9                             | 4,6                             | 1,5                             | 10,2                            |
| Temperatura mínima média (°C)                            | −2                              | −0,9                            | 2,4                             | 5,8                             | 10,5                            | 13,5                            | 15,4                            | 15,3                            | 11,7                            | 7                               | 2,4                             | −0,5                            | 6,7                             |
| Temperatura mínima recorde (°C)                          | −19,6                           | −17,2                           | −15,3                           | −2,7                            | 1                               | 4,8                             | 8,4                             | 7                               | 3,1                             | −4,5                            | −9,6                            | −18,1                           | −19,6                           |
| Precipitação (mm)                                        | 37,2                            | 39,4                            | 46,1                            | 51,7                            | 61,8                            | 70,2                            | 68,2                            | 57,8                            | 53,5                            | 40                              | 50                              | 44,4                            | 620,3                           |
| Queda de neve média (cm)                                 | 18,6                            | 15,6                            | 8,3                             | 1,5                             | 0                               | 0                               | 0                               | 0                               | 0                               | 0                               | 7,9                             | 16,4                            | 68,3                            |
| Dias com precipitação (≥ 1 mm)                           | 7,3                             | 7,6                             | 8,3                             | 7,5                             | 8,5                             | 9,1                             | 9                               | 8                               | 7                               | 6                               | 8,3                             | 8,2                             | 94,8                            |
| Dias com neve (≥ 1 cm)                                   | 13,9                            | 10                              | 4                               | 0,4                             | 0                               | 0                               | 0                               | 0                               | 0                               | 0                               | 2,7                             | 8,3                             | 39,3                            |
| Insolação (h)                                            | 60,9                            | 90,1                            | 131,5                           | 173,8                           | 228                             | 222,8                           | 241,8                           | 239,2                           | 167,6                           | 131,2                           | 65,5                            | 52                              | 1 804,4                         |
| Fonte: Central Institute for Meteorology and Geodynamics |                                 |                                 |                                 |                                 |                                 |                                 |                                 |                                 |                                 |                                 |                                 |                                 |                                 |

## Demografia

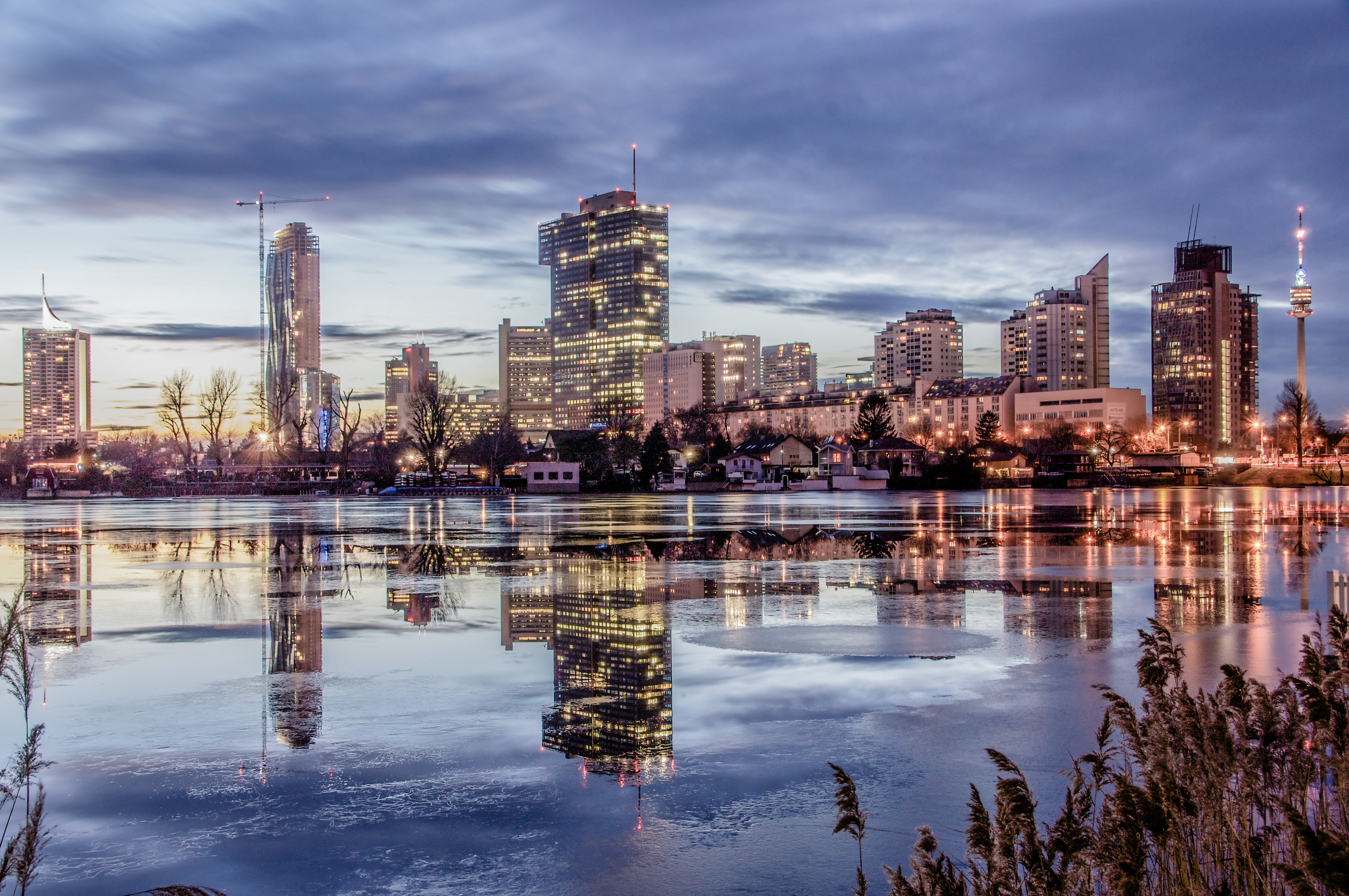
Panorama de Donaustadt

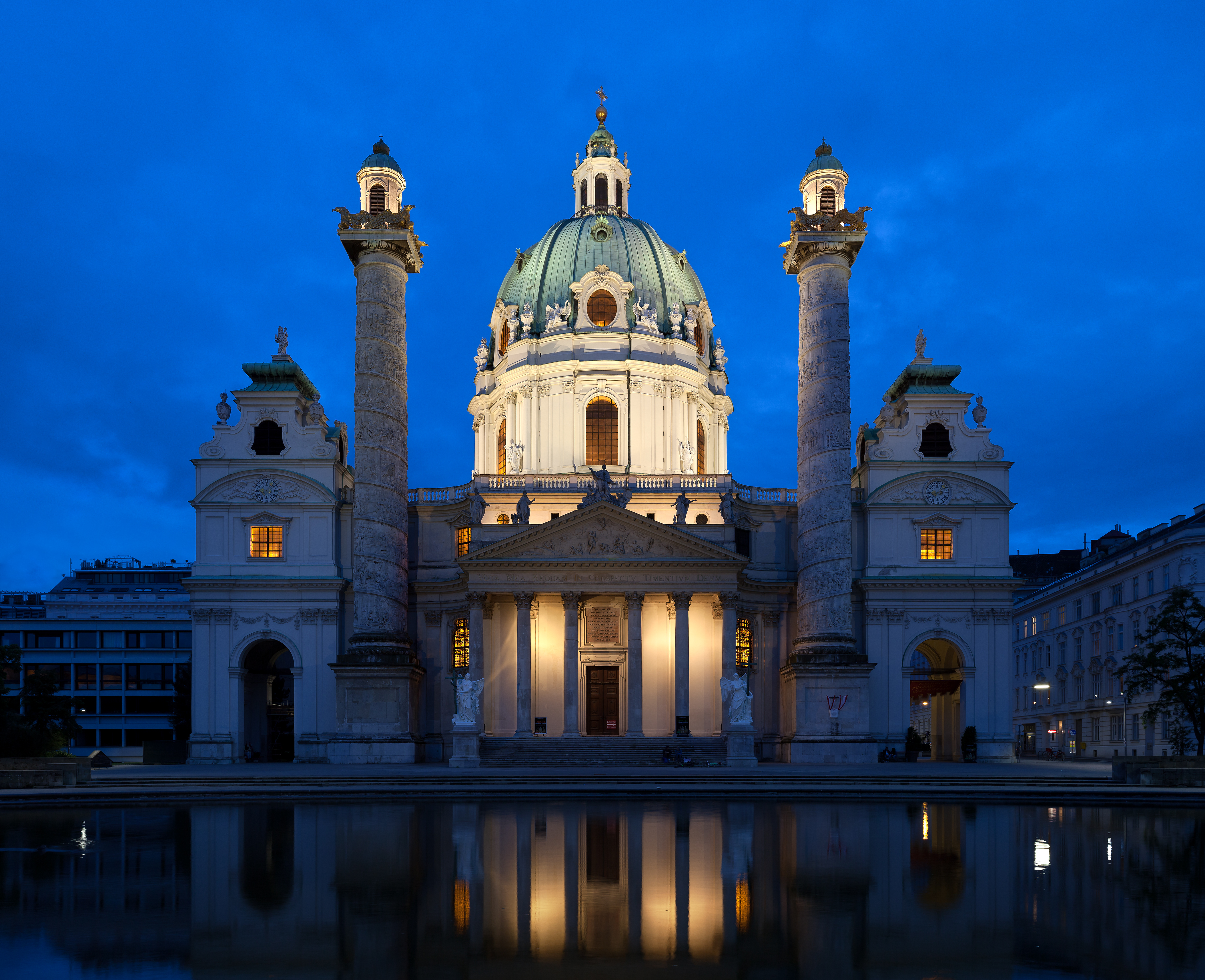
Karlskirche

Devido à industrialização e à migração de outras partes do Império, a população de Viena aumentou acentuadamente durante o seu tempo como a capital da Áustria-Hungria (1867-1918). Em 1910, Viena tinha mais de dois milhões de habitantes e era a quarta maior cidade da Europa depois de Londres, Paris e Berlim.

### Composição étnica
Em torno do início do século XX, Viena foi a cidade com a segunda maior população tcheca do mundo (depois de Praga). Após a Primeira Guerra Mundial, muitos tchecos e húngaros voltaram para seus países ancestrais, resultando em um declínio na população vienense. Após a Segunda Guerra Mundial, os soviéticos usaram a força para repatriar os principais trabalhadores das origens tcheca, eslovaca e húngara para retornar às suas terras étnicas para promover a economia do bloco soviético. Sob o regime nazista, 65 mil pessoas judeus foram deportadas e assassinadas em campos de extermínio por forças nazistas durante o Holocausto; aproximadamente 130 mil fugiram.
Em 2001, 16% das pessoas que viviam na Áustria tinham nacionalidades diferentes da austríaca, quase metade das quais eram da ex-Iugoslávia; as seguintes nacionalidades mais numerosas em Viena eram turcos (39 mil; 2,5%), poloneses (13,6 mil; 0,9%) e alemães (12,7 mil; 0,8%).
Em 2012, um relatório oficial da Statistics Austria mostrou que mais de 660 mil (38,8%) da população vienense têm antecedentes migrantes, principalmente da antiga Iugoslávia, Turquia, Alemanha, Polônia, Romênia e Hungria. De 2005 a 2015, a população da cidade cresceu 10,1%. De acordo com a ONU-Habitat, Viena poderia ser a cidade de mais rápido crescimento de 17 áreas metropolitanas europeias até 2025, com um aumento de 4,65% de sua população em relação a 2010.

### Religião
De acordo com o censo de 2001, 49,2% dos vienenses eram católicos romanos, enquanto 25,7% não tinham religião, 7,8% eram muçulmanos, 6,0% eram seguidores do cristianismo ortodoxo, 4,7% eram protestantes (principalmente luteranos), 0,5% eram judeus e 6,3% eram de outras religiões ou não responderam.. Em 2011, as partes de corpos religiosos mudaram significativamente: 41,3% católicos; 31,6% sem religião; 11,6% muçulmano; 8,4% ortodoxos; 4,2% protestante e 2,9% outros.

## Política

### Distritos

Mapa dos distritos de Viena

A própria cidade é dividida em 23 distritos (Bezirke) que, embora disponham do seu próprio nome, são também numerados, partindo do centro histórico. Legalmente, não são distritos no sentido administrativo, com explícitos poderes (como acontece nos outros estados austríacos), mas sim meras subdivisões na administração da cidade. No entanto, verificam-se eleições ao nível do distrito que dispõem aos representantes dos distritos certa autonomia política, no planejamento urbano, de tráfego, entre outros.
| 1. Innere Stadt (centro) 2. Leopoldstadt 3. Landstrasse 4. Wieden 5. Margareten 6. Mariahilf 7. Neubau 8. Josefstadt | 9. Alsergrund 10.Favoriten 11. Simmering 12. Meidling 13. Hietzing 14. Penzing 15. Rudolfsheim-Fünfhaus 16. Ottakring | 17. Hernals 18. Währing 19. Döbling 20. Brigittenau 21. Floridsdorf 22. Donaustadt 23. Liesing |

O código postal identifica claramente a localização de um determinado endereço; 1XXA - o 1 denota Viena, XX o número do distrito (com zero à esquerda, no caso do número ser apenas um dígito), e A denota o número da central de correio (irrelevante neste caso, e tipicamente zero). Excepções nesta regra são: 1300, para o Aeroporto Internacional de Viena, na Baixa Áustria, perto de Schwechat, 1400 para o complexo do Escritório das Nações Unidas ONU e outras Organizações Internacionais (ONUDI, AIEA, Organização do Tratado de Proibição Total de Testes Nucleares - CTBTO), 1450 para o complexo "Áustria Center Viena" e 1500 para a Força Austríaca das Nações Unidas para Observação do Rompimento das Forças (UNDOF AUSBATT).

### Relações internacionais

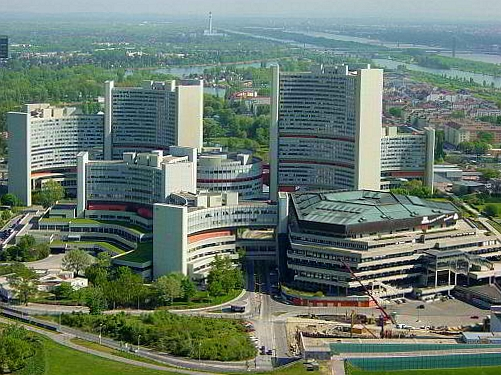
Centro Internacional de Viena, um complexo das Nações Unidas

Viena é o assento de um elevado número de escritórios das Nações Unidas e de várias instituições internacionais e empresas, incluindo a Agência Internacional de Energia Atômica (AIEA), a Organização das Nações Unidas para o Desenvolvimento Industrial (UNIDO), o Escritório das Nações Unidas contra Drogas e Crime (UNODC), a Organização dos Países Exportadores de Petróleo (OPEP), a Comissão Preparatória da Organização do Comprehensive Nuclear-Test-Ban Tratado (CTBTO), a Organização para a Segurança e Cooperação na Europa (OSCE), o Escritório das Nações Unidas para Assuntos do Espaço Exterior (UNOOSA) e a Agência da União Europeia para os Direitos Fundamentais (FRA). Atualmente, Viena é a terceira "cidade das Nações Unidas" do mundo, ao lado de Nova Iorque, Genebra e Nairóbi. Além disso, Viena é a sede da Comissão das Nações Unidas sobre Direito do Comércio Internacional secretariado (UNCITRAL). Em conjunto, a Universidade de Viena hospeda anualmente o prestigiado Willem C. Vis Moot, uma competição de arbitragem comercial internacional para estudantes de direito de todo o mundo.
Vários encontros diplomáticos especiais foram realizadas em Viena na segunda metade do século XX, resultando em vários documentos com o nome Convenção de Viena ou Documento de Viena. Entre os documentos mais importantes negociados em Viena estão a Convenção de Viena sobre o Direito dos Tratados, bem como o Tratado sobre Forças Armadas Convencionais na Europa, em 1990. Viena também é sede da Federação Internacional de Taekwon-Do (ITF).
Viena está geminada com as seguintes cidades:
- Brasília, Brasil
- Bratislava, Eslováquia
- Brno, República Tcheca
- Budapeste, Hungria
- Chengdu, China
- Kiev, Ucrânia
- Cracóvia, Polônia
- Ljubljana, Eslovênia
- Moscou, Rússia
- Paris, França
- Teerã, Irã
- Trieste, Itália

## Economia

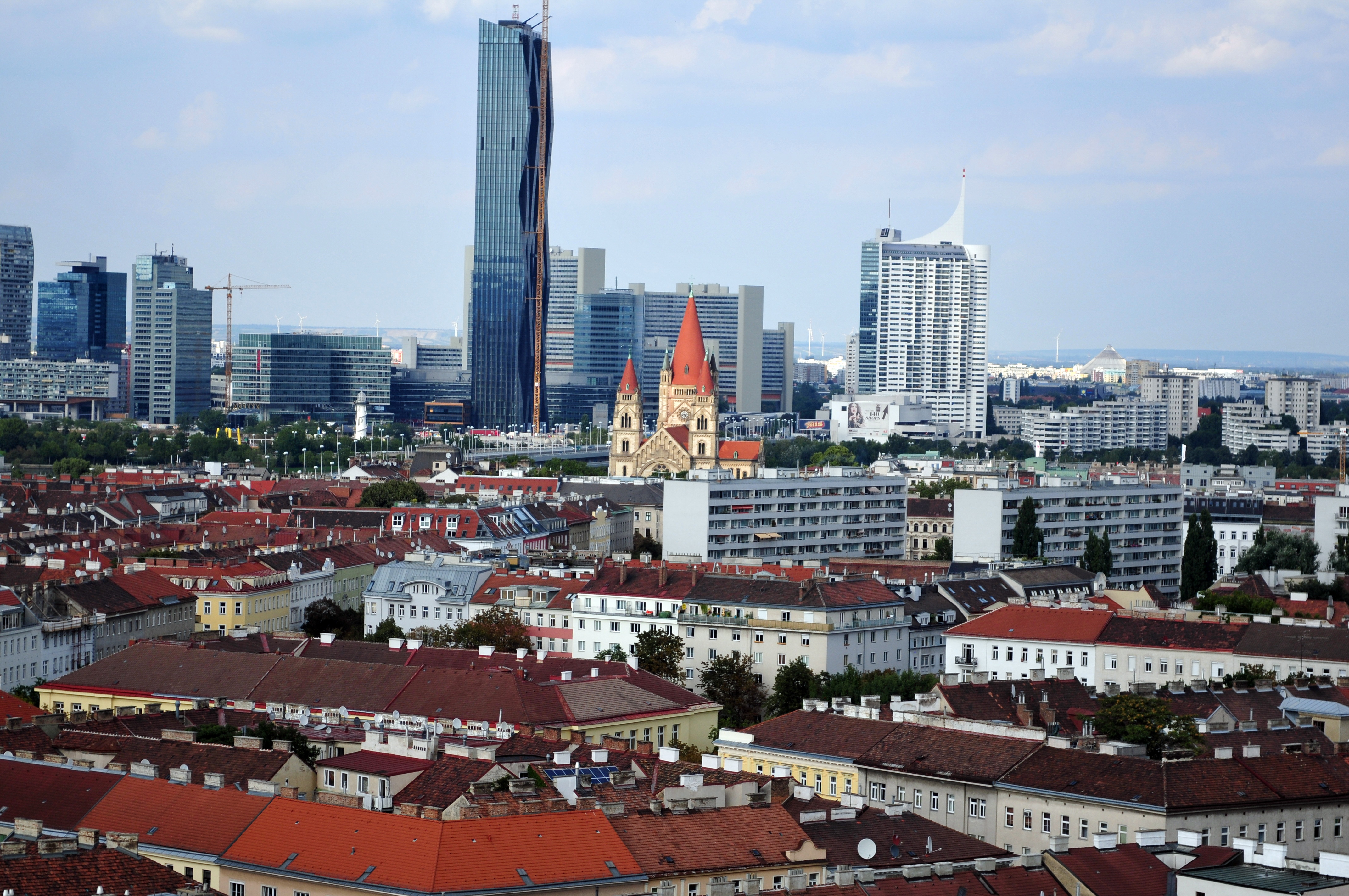
Arranha-céus no centro de Viena

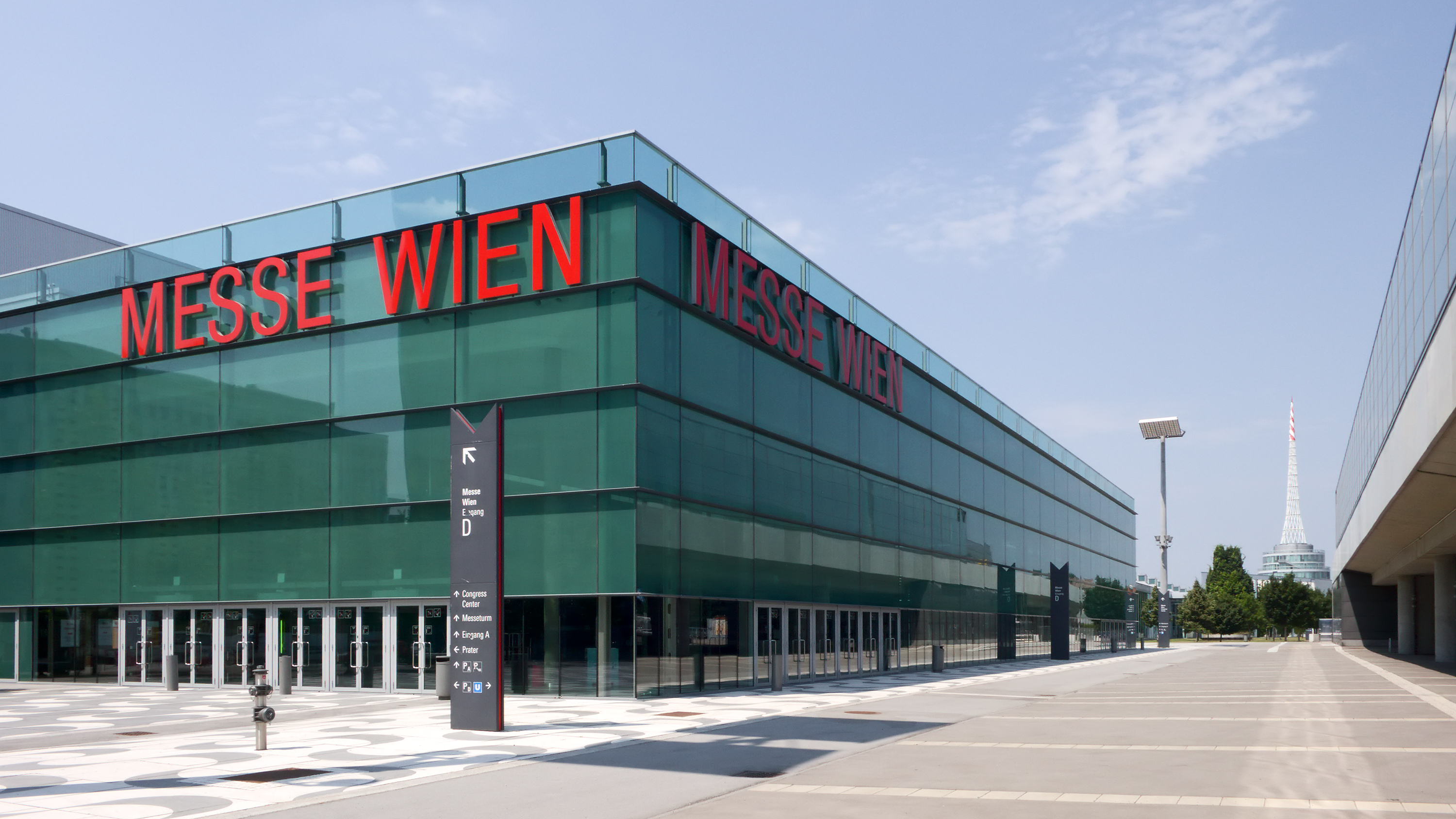
Centro de Convenções Messe Wien

Viena é uma das regiões mais ricas da União Europeia: o seu produto regional bruto de 47 200 euros per capita representou 25,7% do PIB da Áustria em 2013, o que representa 159% da média da UE. A cidade melhorou sua posição a partir de 2012 no ranking das cidades economicamente mais poderosas atingindo o número nove na lista em 2015.
Com uma participação de 85,5% no valor agregado bruto, o setor de serviços é o setor econômico mais importante de Viena. A indústria e o comércio têm uma participação de 14,5% no valor agregado bruto, o setor primário (agricultura) tem uma participação de 0,07% e, portanto, desempenha um papel menor no valor agregado local. No entanto, o cultivo e a produção de vinhos dentro das fronteiras da cidade têm um alto valor sociocultural. Os setores comerciais mais importantes são o comércio (14,7% do valor agregado em Viena), serviços científicos e tecnológicos, atividades imobiliárias e habitacionais, bem como fabricação de bens. Em 2012, a contribuição de Viena nos investimentos estrangeiros diretos da Áustria foi de cerca de 60%, o que demonstra o papel de Viena como centro internacional para empresas nacionais e estrangeiras.
Desde a queda da Cortina de Ferro em 1989, Viena expandiu sua posição como porta de entrada para a Europa Oriental: 300 empresas internacionais têm sua sede em Viena e seus arredores. Entre eles estão a Hewlett Packard, Henkel, Baxalta e Siemens. As empresas em Viena têm amplos contatos e competências em negócios com a Europa Oriental, devido ao papel histórico da cidade como centro do Império Habsburgo. O número de empresas internacionais em Viena ainda está crescendo: em 2014 eram 159 e em 2015, 175 firmas internacionais estabeleceram escritórios em Viena.
No total, cerca de 8 300 novas empresas foram fundadas em Viena todos os anos desde 2004. A maioria dessas empresas está operando em áreas de serviços orientados para a indústria, comércio por grosso, bem como tecnologias de informação e comunicação e novas mídias. Viena faz esforço para se estabelecer como um centro de startup. Desde 2012, a cidade abriga o Pioneers Festival, que acontece anualmente, o maior evento de startups na Europa Central, com 2 500 participantes internacionais que se realizam no Palácio de Hofburg. O Tech Cocktail, um portal on-line, classificou Viena em 6º lugar entre as dez maiores cidades do mundo para startups.

## Infraestrutura
De acordo com ranking anual da Economist Intelligence Unit (a unidade de inteligência da revista britânica Economist) de 2018, Viena ocupa o primeiro lugar na lista de cidades com melhor qualidade de vida, basicamente devido à sua estabilidade política, ordem, limpeza, segurança e alta eficiência dos serviços públicos, assim como pela variedade de opções de educação, cultura e entretenimento.

### Educação

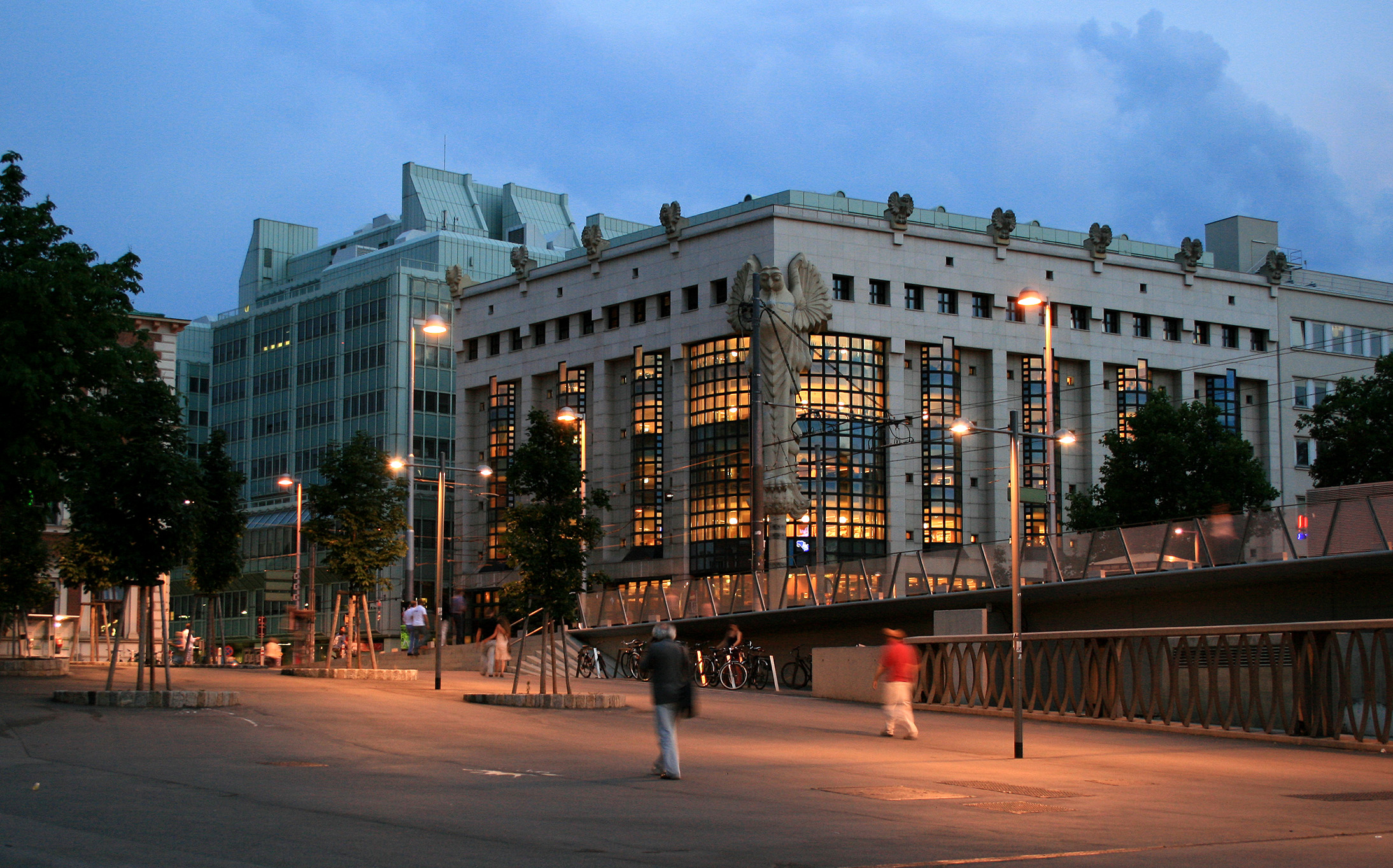
Universidade Técnica de Viena

Em Viena, há 283 escolas primárias (dos quais 217 são escolas públicas), 120 escolas secundárias (dos quais 96 são públicas), 46 escolas especiais (40 públicas) e 95 escolas secundárias do ensino geral (67 públicas). Além disso, 28 escolas de formação profissional estão localizadas em Viena (dos quais 25 são públicas), além de 22 escolas e faculdades (11 públicas) técnicas e profissionais, voltadas para áreas como a indústria têxtil e indústria química; 21 indústria escolas profissionais e faculdades (8 públicas) e 16 escolas comerciais e faculdades (6 públicas).
A cidade possui as seguintes universidades e centros de ensino superior: Universidade de Viena, Academia de Belas-Artes de Viena, Academia Diplomática de Viena, Universidade Médica de Viena, Universidade Privada de Gestão de Viena, Universidade de Artes Aplicadas de Viena, Universidade de Música e Performances Artísticas, Universidade de Medicina Veterinária de Viena, Universität für Bodenkultur, Universidade de Economia e Negócios, Universidade de Recursos Naturais e Ciências da Vida, Universidade de Tecnologia de Viena, Webster University Vienna, Universidade Sigmund Freud, Universidade Técnica de Viena e Academia Internacional Anticorrupção.

## Cultura
A cidade é um importante centro de música erudita muitas vezes mencionada como a Cidade dos Músicos, possui também uma sede das Nações Unidas, abrigando a Organização das Nações Unidas para o Desenvolvimento Industrial (UNIDO) e a Agência Internacional da Energia Atômica (AIEA); encontra-se também na cidade a sede da Organização dos Países Exportadores de Petróleo (OPEP).

### Música
A música é um dos legados de Viena. Prodígios musicais, incluindo Wolfgang Amadeus Mozart, Joseph Haydn, Ludwig van Beethoven, Franz Schubert, Johannes Brahms, Gustav Mahler, Robert Stolz e Arnold Schoenberg trabalharam na cidade. Arte e cultura tem uma longa tradição em Viena, incluindo o teatro, a ópera, a música clássica e artes plásticas. O Burgtheater é considerado um dos melhores teatros do mundo de língua alemã, paralelamente à sua filial, a Akademietheater. O Volkstheater Wien e o Theater in der Josefstadt também desfrutam de boa reputação. Há também um grande número de pequenos teatros, em muitos casos, dedicados a formas integradas menos das artes do espectáculo, tais como, peças de teatro ou experimentais modernos.
Viena também é lar de uma série de casas de ópera, incluindo o Theater an der Wien e o Staatsoper eo Volksoper, sendo esta última dedicada a típica opereta vienense. Concertos de música clássica são realizados em locais mundialmente famosos, como o Wiener Musikverein, a casa da Orquestra Filarmônica de Viena - conhecida em todo o mundo devido ao anual "Concerto do Dia de Ano Novo", também os Konzerthaus Wiener. Muitas salas de concerto oferecem concertos que visam os turistas, com destaques populares da música vienense, particularmente as obras de Wolfgang Amadeus Mozart e Johann Strauss (pai) e Johann Strauss (filho).

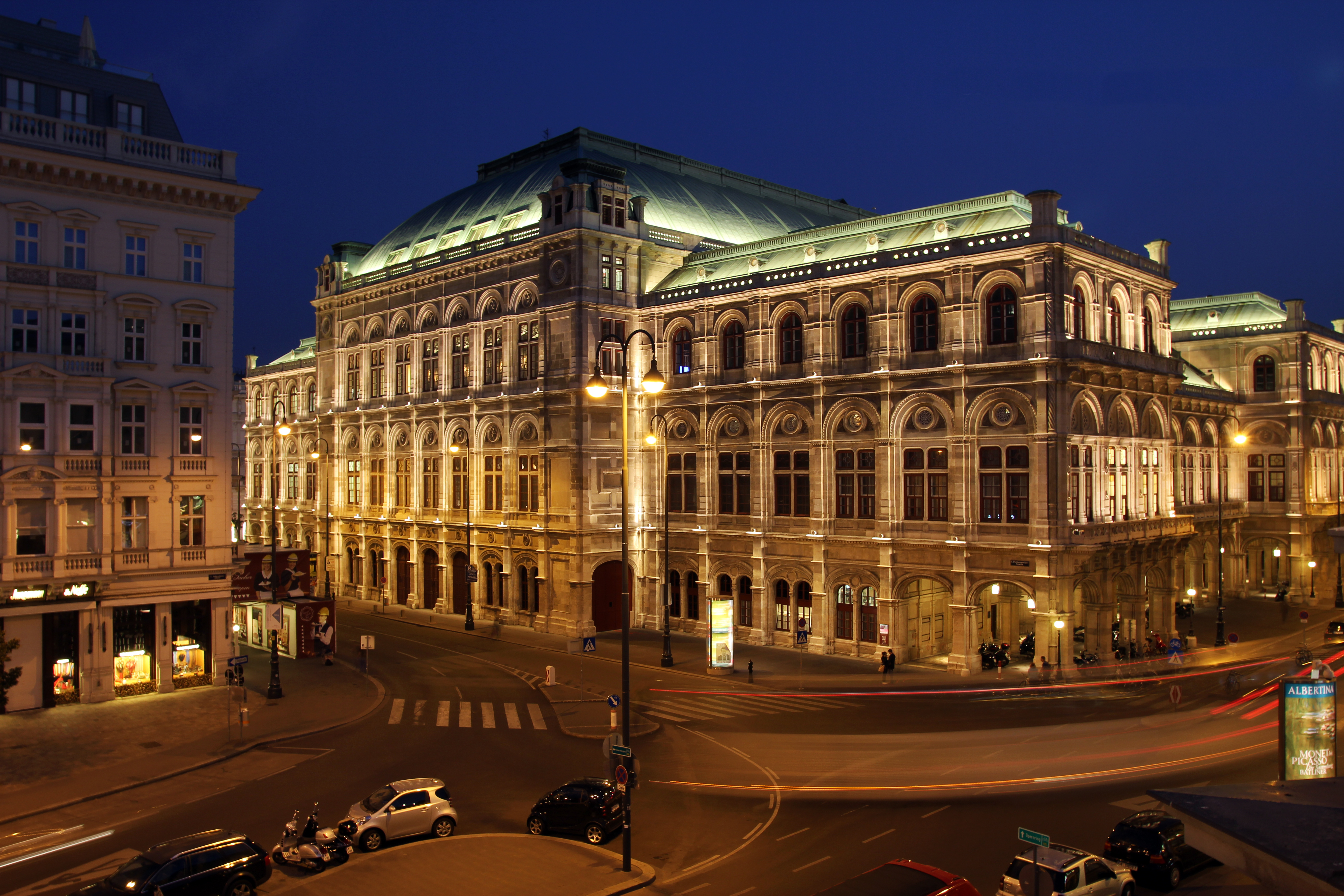
Ópera Estatal de Viena

Até 2005, o Theater an der Wien era aberto a estreias de musicais, mas a partir do ano das comemorações de Mozart (2006), ele tem se dedicado à ópera novamente e, desde então, se tornou uma casa de ópera stagione oferecendo uma nova produção de cada mês, assim, tornando-se rapidamente uma das casas de ópera mais interessantes e avançadas da Europa. Desde 2012, o Theater an der Wien assumiu a Wiener Kammeroper, um pequeno teatro histórico no primeiro distrito de Viena, transformando-o em seu segundo local para produções de menor porte e óperas de câmara criadas pelo novo conjunto de Theater an der Wien (JET). Antes de 2005, o musical de maior sucesso foi de longe "Elisabeth", que mais tarde foi traduzido para várias línguas e realizado em todo o mundo. O Wiener Taschenoper é dedicado a encenar música do século XX e XXI. O Haus der Musik ("Casa da Música") foi inaugurado no ano de 2000.
O Wienerlied é um gênero de canção original de Viena. Há aproximadamente 60 mil músicas do gênero Wienerlieder. O Teatro Inglês de Viena (EFP) é um teatro inglês em Viena. Foi fundado em 1963 e é o mais antigo teatro de língua inglesa na Europa, fora do Reino Unido. Em maio de 2015, Viena foi a cidade anfitriã do Festival Eurovisão da Canção 2015, após a vitória da Áustria no concurso de 2014.

### Arquitetura

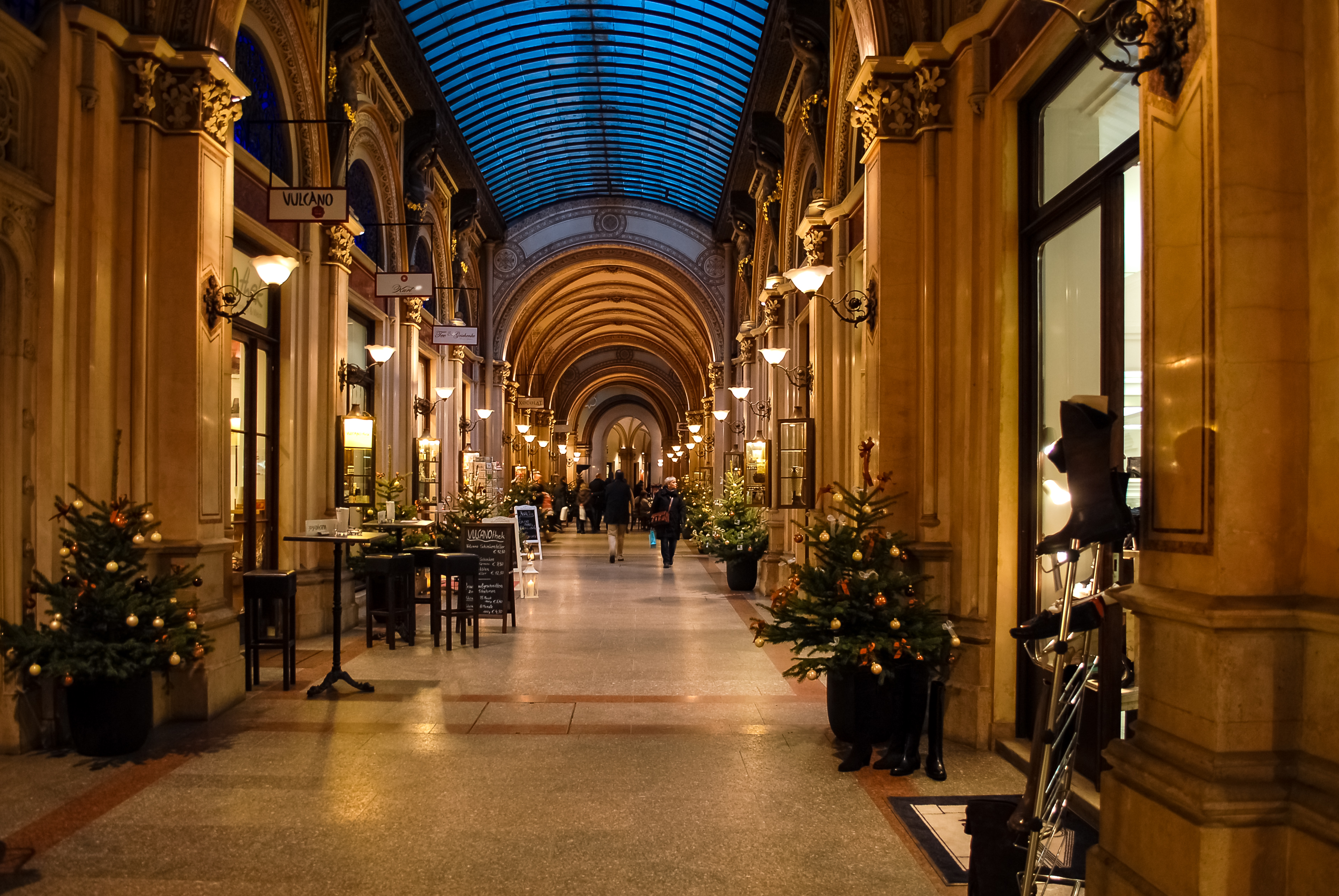
Palais Ferstel

Localiza-se na cidade de Viena uma das maiores catedrais góticas medievais, a Catedral de Santo Estêvão (Stephansdom), um grande exemplo da arquitetura medieval que remonta ao século XI.
Viena conta com uma particularidade arquitetônica que foi denominada Ringstrasse e foi idealizada e construída no século XIX, influenciada pelo nascente modernismo, marcando uma mudança paradigmática no que era o planeamento urbano desde então, estando embutidos neste conceito não só a questão da ressignificação espacial da cidade, mas da cultura efervescente a época que guarda influência como a Revolução de 1848.
A cidade tem vários palácios como o Palácio de Schönbrunn mandado construir por Leopoldo I em 1696, e foi sendo aperfeiçoado pela imperatriz Maria Teresa até ao seu atual estilo rococó.
A cidade de Viena é cortada pelo ao norte rio Danúbio, que é um dos maiores símbolos da cidade e de essencial importância para a economia vienense. No rio Danúbio encontra-se a Torre de Danúbio, uma torre de metal de 287 metros que abriga um restaurante rotatório com uma vista para a cidade.

### Esportes
A capital da Áustria é o lar de inúmeras equipes de futebol. Os mais conhecidos são os clubes de futebol Fußballklub Austria Wien, Sportklub Rapid Wien e o First Vienna Football Club 1894. Sedia, todos os anos, o Campeonato Austríaco de Futebol.